# Cassandra Trotter
Cassandra Louise Trotter (djevojački Parry) (rođena 16. lipnja 1966.) fiktivni je lik iz BBC-jeva sitcoma Mućke. Glumila ju je Gwyneth Strong.

## Fiktivna biografija
Inteligentna, pomalo razmažena kćer vlasnika uspješne tiskare Alana Parryja (Denis Lill) i njegove žene Pam (Wanda Ventham), Cassandra je bila ambiciozna zaposlenica lokalne banke. Prvi se put pojavila u epizodi "Yuppy Love", kad je pohađala isti računalni tečaj kao i Rodney. Dvojac se upoznao sasvim slučajno kad su u garderobi zamijenili balonere, a iste večeri su se susreli u diskoteci, gdje su je Rodneyjevi prijatelji Mickey Pearce i Jevon neuspješno molili za ples. Rodney se tada okladio u 20 funti da će biti uspješan, a na njihov užas, ona je i pristala. Cassandra mu je kasnije ponudila prijevoz kući te su razmijenili brojeve telefona. Međutim, kako je njega bilo sram odvesti do Naselja Nelsona Mandele, pretvarao se da živi u otmjenom dijelu Londona pa ga je ona ostavila u vrtu nepoznate kuće.
John Sullivan originalno je htio da Cassandra bude djevojka Brzog, Denzila ili Boyciejeva obožavateljica, ali je kao i u Delovu slučaju, smatrao kako Rodney treba dugogodišnju vezu.
Njihova je veza procvjetala tijekom šeste sezone. U epizodi "The Unlucky Winner Is..." otišla je s Rodneyjem i Delom u Španjolsku te glumila Delovu suprugu i Rodneyjevu maćehu. U "Sickness and Wealth", Rodney je objavio da su se zaručili: vjenčali su se u posljednjoj epizodi šeste sezone "Little Problems", nakon čega su se preselili u svoj stan.
Brak im se pokazao kao prepun poteškoća: nakon godinu dana su se rastali u epizodi "The Jolly Boys Outing" (božićni specijal iz 1989.), kad je on udario i slomio nos njenom šefu. U sljedećoj epizodi "Rodney Come Home" (božićni specijal 1990.), ponovno su prekinuli, što je prouzrokovalo stalni raskid između njih dvoje. Takvo se stanje nastavilo kroz sedmu sezonu. U "The Chance of a Lunchtime" Del je odigrao ulogu pomiritelja koji ih je ponovno spojio. Međutim, dvojac je bio zajedno samo četiri sata jer je Cassandra ugledala Rodneyja kako prati Delovu pijanu bivšu zaručnicu. Pretpostavivši da je Rodney vara s njom, Cassandra ga je izbacila iz stana. Na kraju su se pomirili u "Three Men, a Woman and a Baby". U dvodijelnoj su epizodi "Miami Twice" pokušavali pomiriti svoje razlike, a u "Mother Nature's Son" su se konačno pomirili i od tada ostali zajedno. 
U kasnijim su epizodama pokušavali dobiti dijete, a Cassandra je promovirana u šeficu odjela za kredite manjim biznisima u lokalnoj banci. Rodney je u "Heroes and Villains" objavio kako je Cassandra trudna, a u epizodi "Modern Men" je pretrpjela spontani pobačaj. U posljednjoj su epizodi, "Sleepless in Peckham" dobili kćer, Joan (nazvanu prema Delovoj i Rodneyjevoj majci).